# Bärnhof (Neuhaus an der Pegnitz)
Bärnhof ist ein Gemeindeteil des Marktes Neuhaus an der Pegnitz im Landkreis Nürnberger Land (Mittelfranken, Bayern). Bärnhof liegt in der Gemarkung Rothenbruck.

## Lage
Das Dorf liegt etwa 1,5 km südlich von Neuhaus, oberhalb des Tales der Pegnitz. Umgeben ist Bärnhof vom Rehberg (442,2 m ü. NHN), Hirschberg (448 m ü. NHN), Arzberg und Lindersberg. Im Westen, im Pegnitztal, liegen Engenthal und Rothenbruck.
Nördlich schließen sich der Kugelsberg und Finstermühle an, östlich liegen der Lumpenberg (453 m ü. NHN) und der Sauberg (483,6 m ü. NHN). Im Süden befindet sich Grünreuth. Die Grenze zur Oberpfalz liegt in unmittelbarer Nähe.

## Geschichte
In Bärnhof befand sich einst eine Försterei. Die Förster stammten von 1740 bis 1830 aus der Familie Filchner. Diese Familie stellte auch in Krottensee jahrzehntelang den Amtsförster. 1988 hatte Bärnhof 44 Häuser mit 168 Einwohnern.